# Josie MacAvin
Josie MacAvin est une décoratrice et une directrice artistique irlandaise née en 1919 en Irlande et morte le 26 janvier 2005 à Monkstown (Irlande).

## Biographie
Josie MacAvin commence sa carrière en travaillant pour le théâtre, et elle continuera à participer à diverses productions par la suite,
Elle commence à travailler pour le cinéma avec L'Épopée dans l'ombre de Michael Anderson en 1959,,.

## Filmographie (sélection)
- 1959 : L'Épopée dans l'ombre (Shake Hands with the Devil) de Michael Anderson
- 1962 : La Solitude du coureur de fond (The Loneliness of the Long Distance Runner) de Tony Richardson
- 1963 : Tom Jones de Tony Richardson
- 1964 : La Septième Aube (The 7th Dawn) de Lewis Gilbert
- 1965 : L'Espion qui venait du froid (The Spy who Came in from the Cold) de Martin Ritt
- 1966 : Un homme pour l'éternité (A Man for All Seasons) de Fred Zinnemann
- 1967 : Charlie Bubbles d'Albert Finney
- 1969 : Davey des grands chemins (Sinful Davey) de John Huston
- 1970 : La Fille de Ryan (Ryan's Daughter) de David Lean
- 1975 : Brannigan de Douglas Hickox
- 1980 : La Porte du paradis (Heaven's Gate) de Michael Cimino
- 1983 : L'Éducation de Rita (Educating Rita) de Lewis Gilbert
- 1985 : Out of Africa de Sydney Pollack
- 1987 : Gens de Dublin (The Dead) de John Huston
- 1996 : Michael Collins de Neil Jordan

## Distinctions
- Oscar des meilleurs décors

### Récompenses
- en 1986 pour Out of Africa
Elle a donné sa statuette à l'Irish Film Archive, elle fait désormais partie d'une exposition permanente à l'Irish Film Institute (en), dans le quartier de Temple Bar à Dublin[7],[6]

### Nominations
- en 1964 pour Tom Jones
- en 1986 pour L'Espion qui venait du froid